# Donji Zagon
Donji Zagon – wieś w Chorwacji, w żupanii primorsko-gorskiej, w mieście Novi Vinodolski. W 2011 roku liczyła 145 mieszkańców.